# Caroline Ribeiro

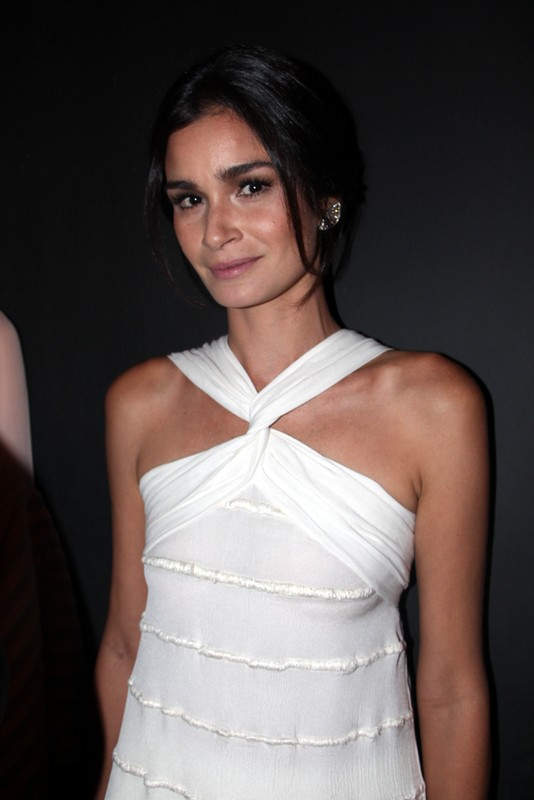
Caroline Ribeiro

Caroline Ribeiro (* 20. September 1979 in Belém) ist ein brasilianisches Model.
Caroline Ribeiro zog als Teenager nach São Paulo, um Model zu werden. Nach einigen lokalen Aufträgen kam sie 1999 zur Agentur Marilyn Agency in Paris. Als Covermodel war sie auf internationalen Ausgaben der Vogue und in Anzeigen von Revlon, Tom Ford, Gucci oder Chanel zu sehen. Von 2000 bis 2002 wirkte sie an den Victoria’s Secret Fashion Shows mit.